# Prisojnica
Prisojnica (makedonsky: Присојница) je vesnice v Severní Makedonii. Nachází se v opštině Mavrovo a Rostuša a leží v Položském regionu.

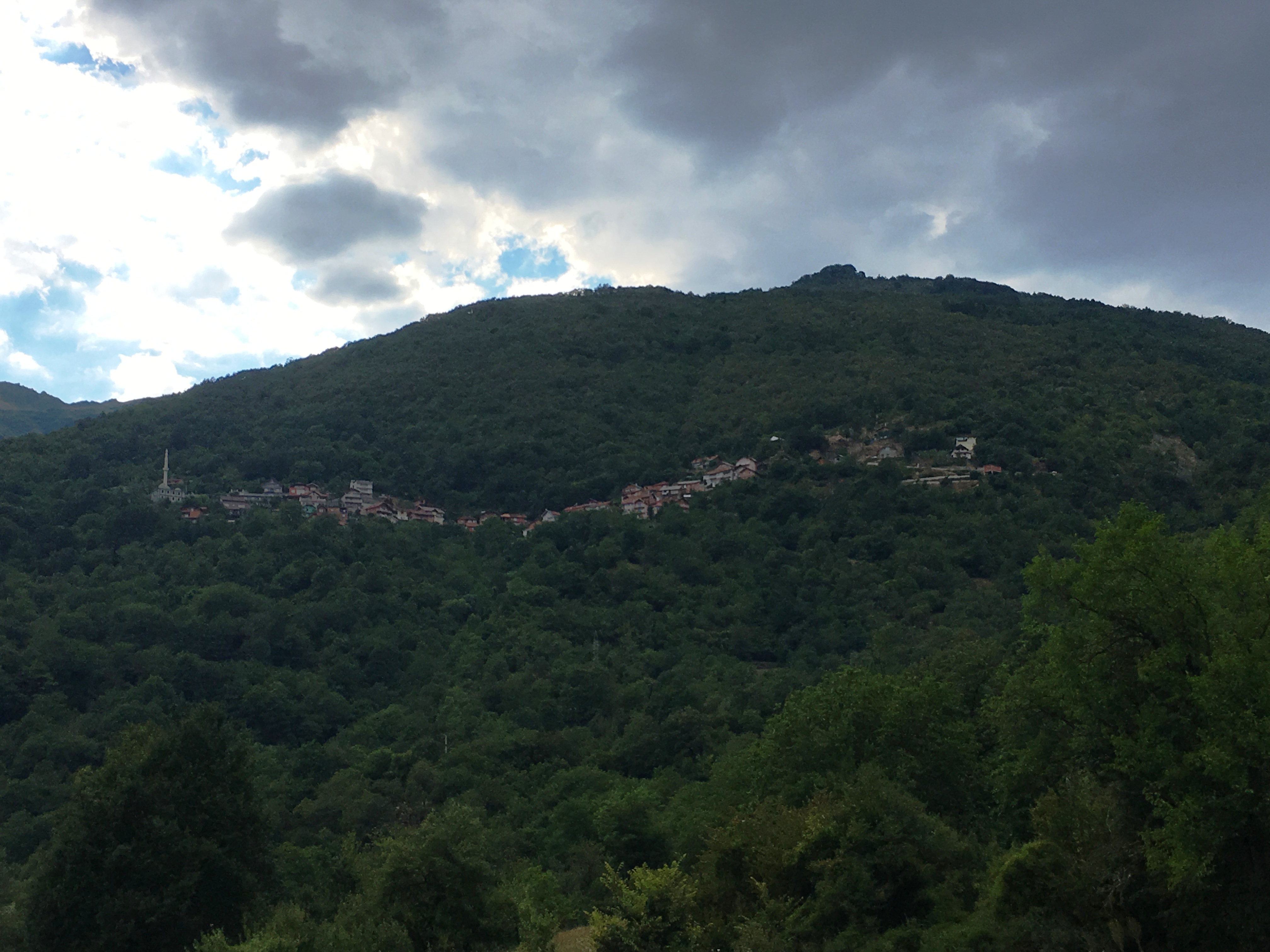
Panoramatický pohled na vesnici Prisojnica

Prisojnica byla tradičně osídlena makedonskými muslimy (Torbeš).
Podle sčítání lidu v roce 2002 žije ve vesnici 315 obyvatel. Etnickými skupinami jsou:
- Makedonci – 232
- Turci – 66
- Bosňáci – 6
- Albánci – 2
- ostatní – 9